# Football Manager 2011
Football Manager 2011 är ett spel utvecklat av Sports Interactive. Spelet släpptes i Europa den 5 november 2010.
Spelet finns till PC, Mac, Iphone och Ipod Touch.
Nyheterna i spelet är bland annat spelaragenter, vilket innebär att alla spelarförhandlingar går via dessa agenter, och dynamiska ligarykten.

## Officiella länkar
- www.sigames.com Speltillverkarnas officiella webbplats
- www.footballmanager.net Den officiella webbplatsen för spelet